# Sąd Najwyższy (Mołdawia)
Sąd Najwyższy Republiki Mołdawii (Curtea Supremă de Justiție a Republicii Moldova) – naczelny organ władzy państwowej w Mołdawii, stanowiący organ sui generis wymiaru sprawiedliwości. Sprawuje nadzór nad działalnością w zakresie orzekania głównie sądów powszechnych, a także wojskowych, oraz niektórych sądów dyscyplinarnych. Rozstrzyga spory kompetencyjne i gwarantuje odpowiedzialność państwa wobec obywatela i obywatela wobec państwa. Wykonuje też inne czynności określone w Konstytucji, ustawach i regulaminie wewnętrznym, określającym organizację i funkcjonowanie Sądu Najwyższego.
Prezesów, wiceprezesów oraz sędziów mołdawskiego SN powołuje Parlament na wniosek Najwyższej Rady Sądownictwa. Od 2023 funkcję Prezesa Sądu Najwyższego Mołdawii pełni tymczasowo Tamara Chișca-Doneva.